# Francesco Costantino Marmocchi
Francesco Costantino Marmocchi (Poggibonsi, 26 agosto 1805 – Genova, 9 settembre 1858) è stato un geografo e patriota italiano.

## Biografia
Dopo l'infanzia passata in Maremma a seguito del padre che lì lavorava, rientrò a Poggibonsi ospitato da uno zio paterno di professione speziale, grazie al quale ebbe i primi rudimenti in scienze naturali. Dal 1825 abitò a Siena, seguendo il padre scolopio M. Ricca, docente universitade' più celebri naturalisti. Nel corso dell'estate del 1830 incontrò Giuseppe Mazzini di passaggio a Siena: l'anno seguente aderì tra i primi in Toscana alla Giovine Italia, fondandone la compagnia senese, assumendo lo pseudonimo Farinata degli Uberti. La polizia toscana operò un'ampia serie di arresti nel luglio 1832: Francesco Costantino Marmocchi fu condannato a undici mesi di prigionia e in seguito confinato a Poggibonsi. A causa delle difficoltà economiche in cui versava preferì al confino poggibonsese l'esilio a Napoli, dove insegnò geografia in una scuola. Il governo borbonico venendo a sapere del suo passato da cospiratore, lo obbligò a partire, soggiornando a Roma e dal 1834 nuovamente in Toscana. Iniziò a dedicarsi assiduamente alla sua disciplina, frequentando il Gabinetto di G.P. Vieusseux di Firenze e dando vita a un Corso di geografia universale sviluppato in cento lezioni, ristampato più volte. Nel 1847 dirige il settimanale fiorentino Il Sabatino e successivamente collabora al quotidiano fiorentino L'Alba. Questo fu un periodo molto fecondo, nel quale ebbero origine molte delle sue opere, tra le quali il Prodromo della storia naturale generale e comparata d'Italia nella quale egli si pone interrogativi sull'evoluzione della specie. Altri suoi scritti trattavano del Nuovo Mondo. Egli provvide inoltre a tradurre opere geografiche da poco uscite in Francia e Spagna. Proseguendo il suo impegno politico, scrisse numerose altre opere. Dopo un soggiorno a Bastia, nel 1853 si trasferì a Genova.

## Opere pubblicate
- Il regno animale descritto secondo le osservazioni de' più celebri naturalisti, Siena, 1829.
- Quadro della natura del barone Alessandro de Humboldt. Prima edizione italiana fatta sulle migliori oltramontane, rivista, annotata e corredata di carte geografiche e profilari , Siena, 1834.
- Corso di geografia universale sviluppato in cento lezioni, Firenze, 1840-43.
- Corso di geografia storica antica, del Medioevo e moderna in 25 studi divisi in 100 lezioni, Firenze, 1845-47.
- Prodromo della storia naturale generale e comparata d'Italia, Firenze, 1844-47.
- Raccolta di viaggi dalla scoperta del Nuovo Continente fino ai dì nostri, Prato, Giachetti, 1840-47.
- Rapporto sulla riforma della guardia civica in Toscana, Firenze, 1848.
- Geografia d'Italia, Bastia, 1850.
- L'Abrégé de la géographie de l'île de Corse, Bastia, 1852.
- Corso di geografia commerciale , Genova, 1854-57.
- Dizionario di geografia universale, Torino, 1858-62, opera incompiuta.
- Descrizione geografica, cartografica e storica dell'Impero anglo-indiano, Torino, completata da G. Flecchia e uscita postuma dal 1857.